# Gottschalk von Segraedt
Gottschalk von Segraedt (* 15. Jahrhundert in Aachen; † 11. November 1483 ebenda) war Schöffe und Bürgermeister der Reichsstadt Aachen.

## Leben und Wirken
Der Sohn des Bürgermeisters Statz von Segraedt, senior und der Titzel von Hochkirchen sowie Bruder des Statz, junior und des Peter von Segraedt folgte seinem Vater als Mitglied des Schöffenkollegiums nach und wurde als solcher erstmals im Jahre 1467 erwähnt. Ab dem Juni 1474 übernahm er das Amt des Sendschöffen. In den Jahren 1471, 1476 und 1479 wurde er dann zum Bürgermeister der Freien Reichsstadt Aachen gewählt.
Gottschalk von Segraedt war mit einer gewissen Marie verheiratet, mit der er mehrere Kinder hatte. Über seinen Sohn Statz und den Enkel Gottschalk war er der Urgroßvater des späteren Bürgermeisters Anastasius von Segraedt. Gottschalk von Segraedt erhielt von seinem Bruder Statz die noch vom Vater stammende Segraedtsmühle am Johannisbach, auch bekannt als Plattenbauchmühle. Sie lag am Rand des Carlsweihers auf dem Gelände der späteren Tuchfabrik van Houtem zwischen Karlsgraben und Lochnerstraße und wurde bis 1817 für die dortige Walkmühle und Färberei genutzt.